# ولنجک (رود)
رودخانهٔ ولنجک رود کوچکی در تهران است.
این رود در غرب تله‌کابین توچال جان می‌گیرد و از غرب ولنجک و شرق زعفرانیه می‌گذرد و گذرگاهش به کانالی بتونی محدود می‌شود؛ سپس در مقابل تپه‌های هتل استقلال به سمت شرق تغییر مسیر می‌دهد و از طریق خیابان‌های ولی‌عصر و کاووسیه، بلوار میرداماد و بزرگراه مدرس را قطع می‌کند و با دور زدن تپه پارک طالقانی، در جنوب سه‌راه ضرابخانه و پارک شریعتی و با قطع خیابان شریعتی به آبراه مسیل باختر می‌ریزد.